# Сагаси-Дейбук
Сагаси-Дейбук — село в Каякентском районе Республики Дагестан. Административный центр муниципального образования «Сагаси-Дейбукский сельсовет».

## Географическое положение
Село расположено в 6 км к юго-западу от города Избербаш и в 26 км к северо-западу от районного центра — Новокаякент. На востоке к населённому пункту примыкает село Каранайаул.

## История
В 1973 году было принято решение о переселении части жителей села Дейбук в село Каранайаул. Постановлением Правительства РД от 25.04.1992 г. № 30 и на основании решения схода граждан даргинской национальности, западная часть села Каранай была выделена в самостоятельный населённый пункт — село Сагаси-Дейбук, что с даргинского языка переводится как «Новый Дейбук».

## Население
| 2002 | 2010  | 2021  |
| ---- | ----- | ----- |
| 2228 | ↘1986 | ↗2782 |

Национальный состав
По результатам Всероссийской переписи населения 2010 года:
| № | Национальность | Численность, чел. | Доля    |
| - | -------------- | ----------------- | ------- |
| 1 | даргинцы       | 1905              | 95,92 % |
| 2 | кумыки         | 47                | 2,37 %  |
| 3 | другие         | 34                | 1,71 %  |